# Eje pórtico

Comparación entre eje rígido normal y eje rígido pórtico.

Los ejes-pórtico o pórticos de engranajes -Portal axles o portal gears en inglés- son una tecnología utilizada para aumentar la altura libre sobre el suelo en  en algunos tipos de ejes motrices. 
Se utilizan principalmente en transmisiones con semiejes no articulados en la rueda, básicamente en ejes rígidos -como en los Mercedes-Benz Unimog- o en ejes oscilantes -como en el Volkswagen Tipo 82 Kübelwagen-. En suspensiones independientes su uso no es común por la complejidad y alto coste que supone su combinación con las articulaciones de la transmisión, por lo que su uso se restringe a necesidades muy específicas -como en el emblemático Hummer H1-
En el caso de los ejes pórticos la conexión de los semiejes no se hace directamente, sino que en el cubo de la rueda se instala una caja reductora a la que se conecta el semieje, generalmente por su parte superior. Esto tiene dos ventajas: aumenta la distancia desde el eje al suelo, -distancia crítica en el caso de los ejes rígidos tipo banjo cuyo diferencial incluye el alojamiento para la voluminosa corona- y además permite utilizar la caja reductora de modo que los semiejes giren más rápido, transmitiendo la misma potencia pero reduciendo el par que debe soportar la corona del diferencial.

## Descripción

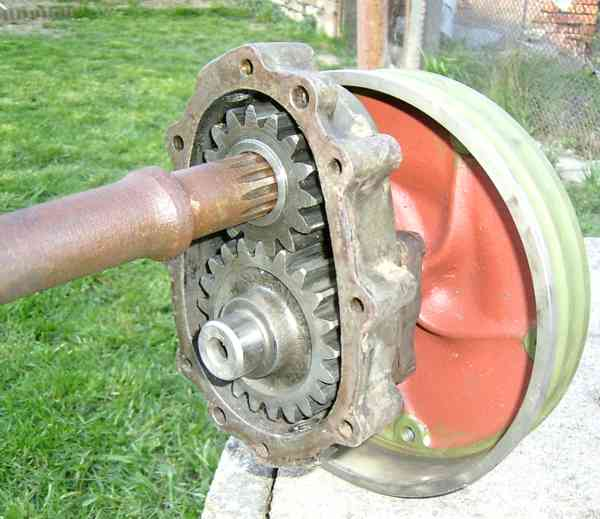
Caja reductora en un Volkswagen Tipo 82 Kübelwagen

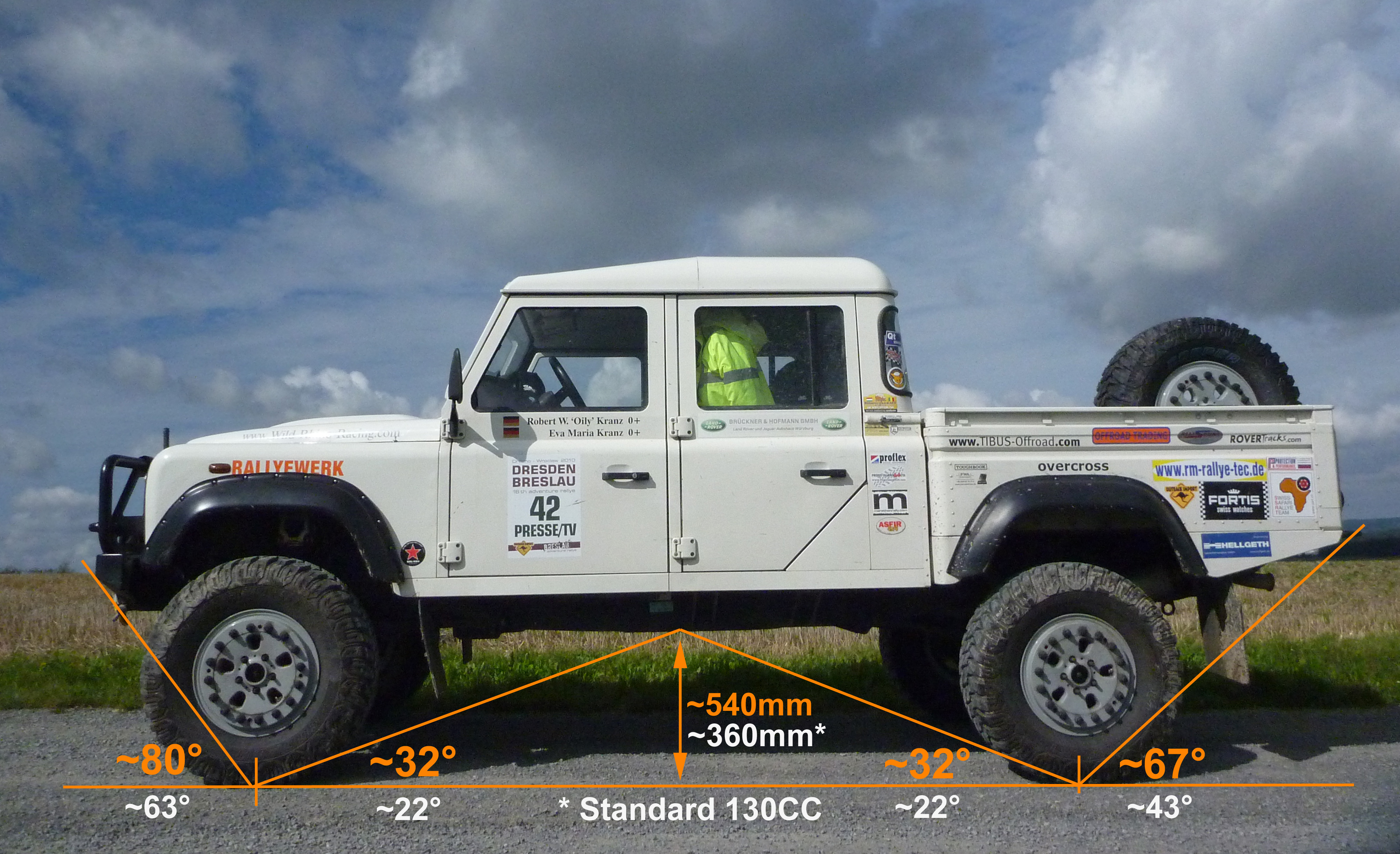
Un Land Rover Defender equipado con un kit de instalación de ejes pórtico

En comparación con un eje convencional, los ejes pórtico permiten aumentar la altura libre sobre el suelo al elevar el eje rígido y la carcasa del diferencial.
Además, cuando se diseñan como un conjunto, la reducción de marcha en la rueda, permite reducir el par en toda la cadena cinemática, por lo que el diferencial y por tanto su carcasa pueden ser de menor tamaño aumentando aún más la distancia al suelo y trasladando gran parte de la masa no suspendida a la parte baja del eje. Esta característica es particularmente útil, puesto que permite compensar en parte la elevación del centro de gravedad que acarrea la mayor altura de la carrocería.
En cualquier caso la adopción de ejes pórtico implica tanto la elevación del centro de gravedad como de la masa no suspendida, lo que inevitablemente perjudica el comportamiento del vehículo en carretera, razones que junto con el sobrecalentamiento de las cajas reductoras desaconsejan el uso continuado del sistema a velocidades elevadas.
Los ejes pórtico invertidos se utilizan en ferrocarriles y autobuses de piso bajo, Se trata del mismo mecanismo invertido de modo que el semieje ataca la caja por debajo del centro de la rueda, permitiendo aumentar la altura útil de la cabina a costa de reducir la altura libre sobre el suelo, lo que no es un problema en ferrocarriles o vehículos urbanos.
Un tipo especial de ejes pórtico son los  Bolt-on Portals (o drop boxes) -Ejes Pórticos acoplables o cajas descendentes-. Se trata de dispositivos acoplables al final de las trompetas de un eje rígido normal, permitiendo utilizar los ejes originales, para lo que es necesario que cumplan ciertos requerimientos. Por un lado no deben alterar el sentido de la rotación como sucede en las cajas reductoras de dos ejes que montan los pórticos de serie, para lo que montan uno o dos engranajes gemelos intermedios. Por otra parte se ofertan con distintas relaciones de reducción, de modo que permitan compensar el montaje de neumáticos de mayor diámetro manteniendo un desarrollo final similar, reducirlo para uso intensivo off-road o utilicen una simple cascada de piñones sin efecto reductor. Es asimismo común aumentar la altura útil de vehículos todo terreno utilizando ejes preexistentes a los que se acoplan "cajas" de procedencia Volvo C303 o Unimog 404.

## Ejemplos

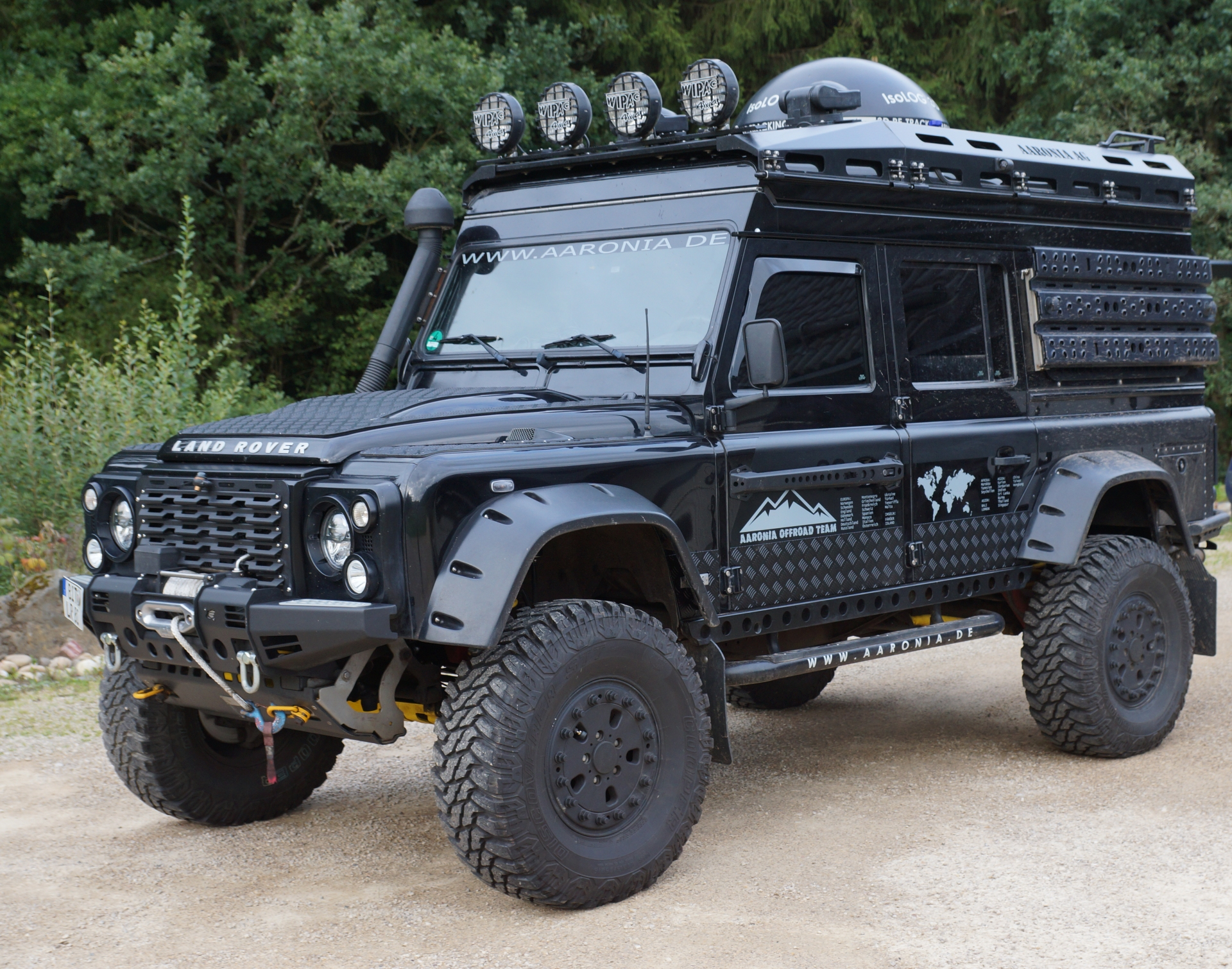
Land Rover Defender con ejes pórticos entre otro equipamiento no de serie

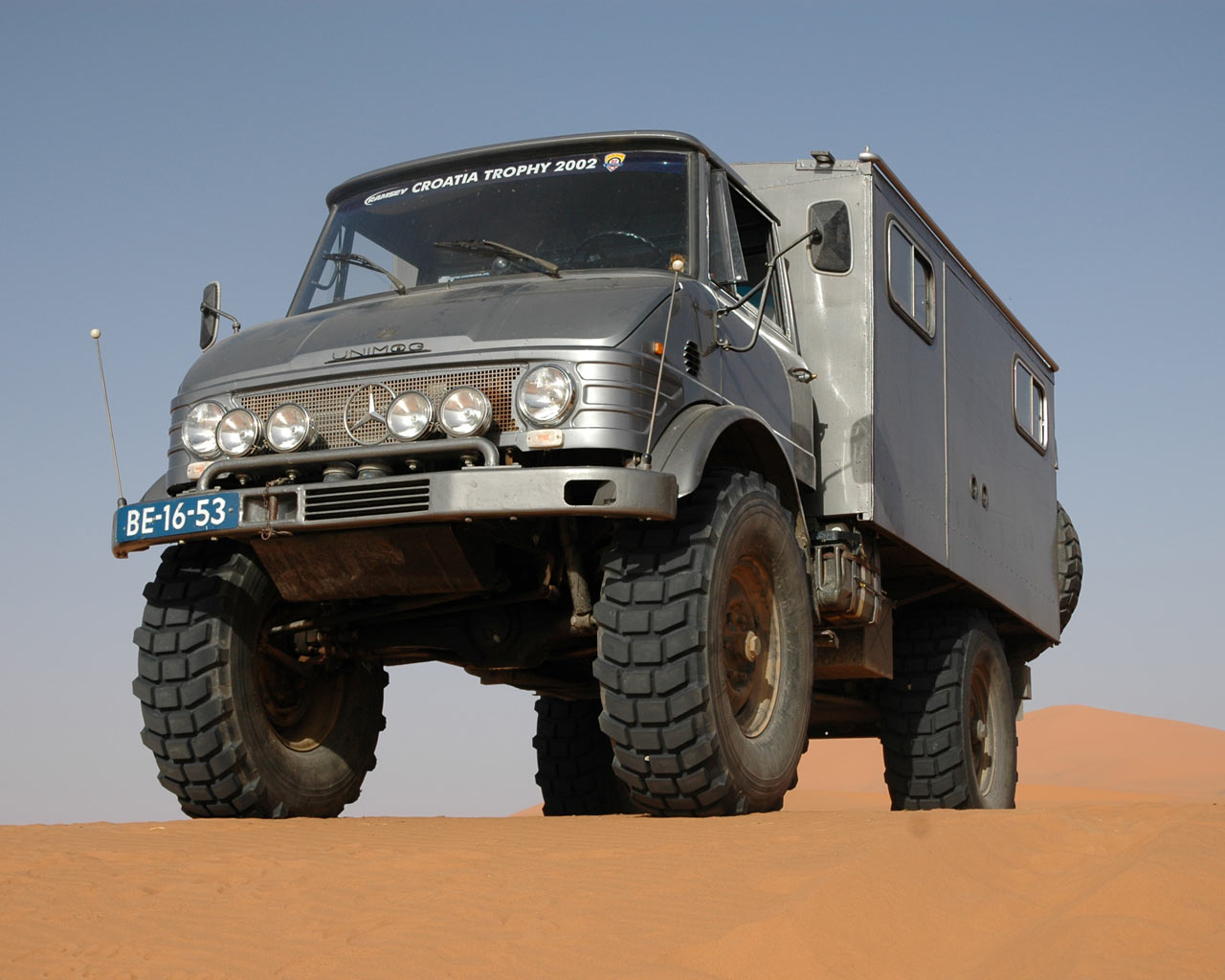
Mercedes-Benz Unimog en las dunas de Erg Chebbi

Vehículos todoterreno equipados con ejes pórtico:
- Volkswagen Tipo 82 Kübelwagen
- Volkswagen Tipo 166 Schwimmwagen
- UAZ-469
- Mercedes-Benz Unimog[4]
- Mercedes-Benz G63 AMG 6x6[5] 6x6 camión
- Steyr Puch Haflinger
- Steyr-Daimler-Puch Pinzgauer[6]
- Porsche 597
- Tatra T 805 camión pequeño
- Volvo C303
- Land Rover Defender 130CC-R(hino)[7]
- GM Humvee HMMWV[8]
- GMHummer H1
- Internacional FTTS[9]
- Toyota Mega Cruiser (Modelo de civil y JGSDF  Vehículo de Movilidad Alta)
- Tatra T 810 camión de medio
- Praga V3S (1952-1989) - camión de terreno (6x6) de 3 TM

## Similitudes y diferencias con tecnologías similares
Ejes caídos o doblados

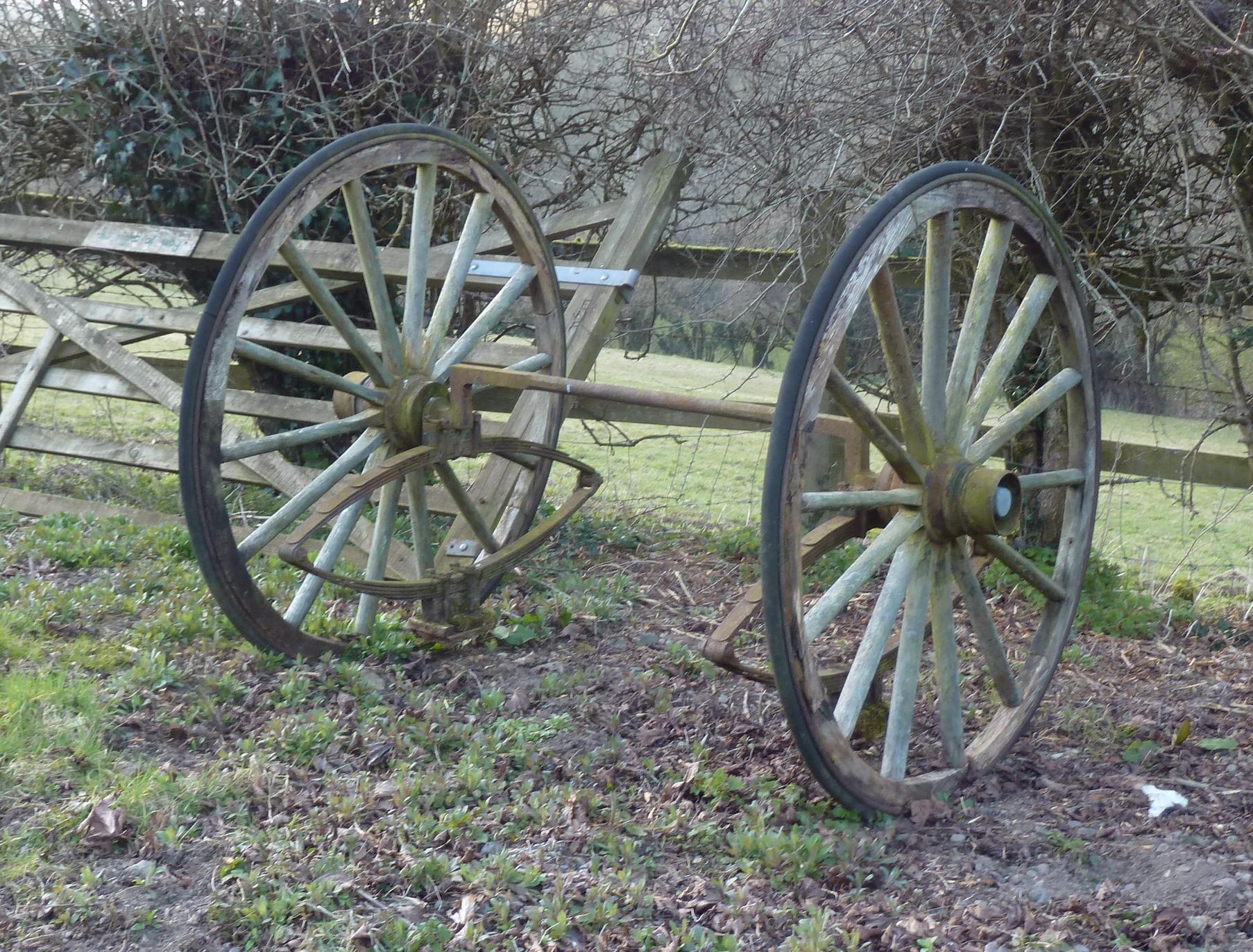
Eje doblado en un carruaje

En inglés el eje pórtico es conocido alternativamente como "drop gear" o "drop gearset" -juego de engranajes "caídos" o descendentes-, lo que puede llevar a confusión con los "dropped axles" -ejes caídos-. Si los ejes pórticos son ejes motrices -live axles-, en los ejes caídos hablamos de ejes no motrices -dead axles- en forma de "U", cuyo objetivo es bien aumentar la distancia libre del eje sobre el suelo, o al contrario aumentar el volumen de la caja o  bajar el centro de gravedad a costa de reducir la altura sobre el suelo. En la imagen puede apreciarse un eje doblado cuyo sentido se ha invertido debido al peso de las ballestas de la suspensión. Cuando se incorpore la caja esta se montará sobre las ballestas, de modo que el eje doblado permitirá una caja más baja sin la intrusión del propio eje.
Transmisión por tornillo sin fin

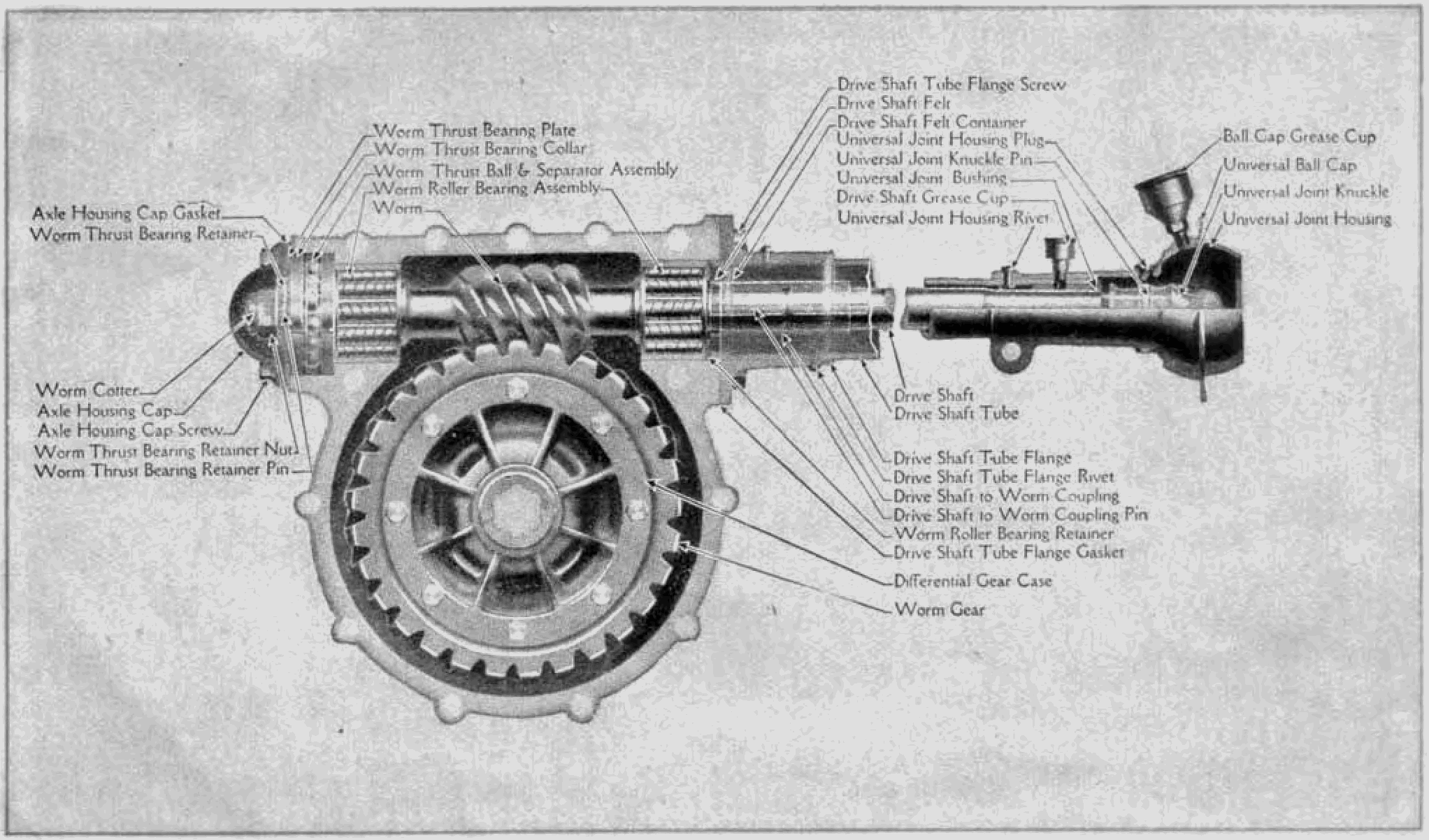
Ford model t 1919 d052 truck rear axle cross section

Otra antigua tecnología utilizada para aumentar la altura libre sobre el suelo, o bien aumentar la altura útil de la cabina en ejes motrices, consistía en la utilización de una transmisión por tubo de empuje acoplada mediante tornillo sin fin al diferencial. En lugar del típico conjunto hipoide de engranje cónico-corona se utilizaba un tornillo sinfín. Su uso tiene la ventaja de poderse ubicar en el punto alto o en el punto bajo de la corona del diferencial. En la década de 1910 era común ver el sinfín colocado en la parte de arriba del diferencial -ver ilustración-, mejorando la altura libre sobre el terreno de los camiones que se utilizaban para circular por caminos de tierra. En cambio, en la década de 1920 la firma Stutz Motor Company utilizaba este sistema en sus coches, en este caso, para tener un chasis más bajo que sus competidores, por lo que se situaba el engranaje en la parte inferior del diferencial. Un ejemplo de alrededor de 1960 fue el Peugeot 404 donde su uso conseguía reducir el centro de gravedad y disminuir la intrusión del tubo de empuje en el habitáculo.
Transmisión interna Russel

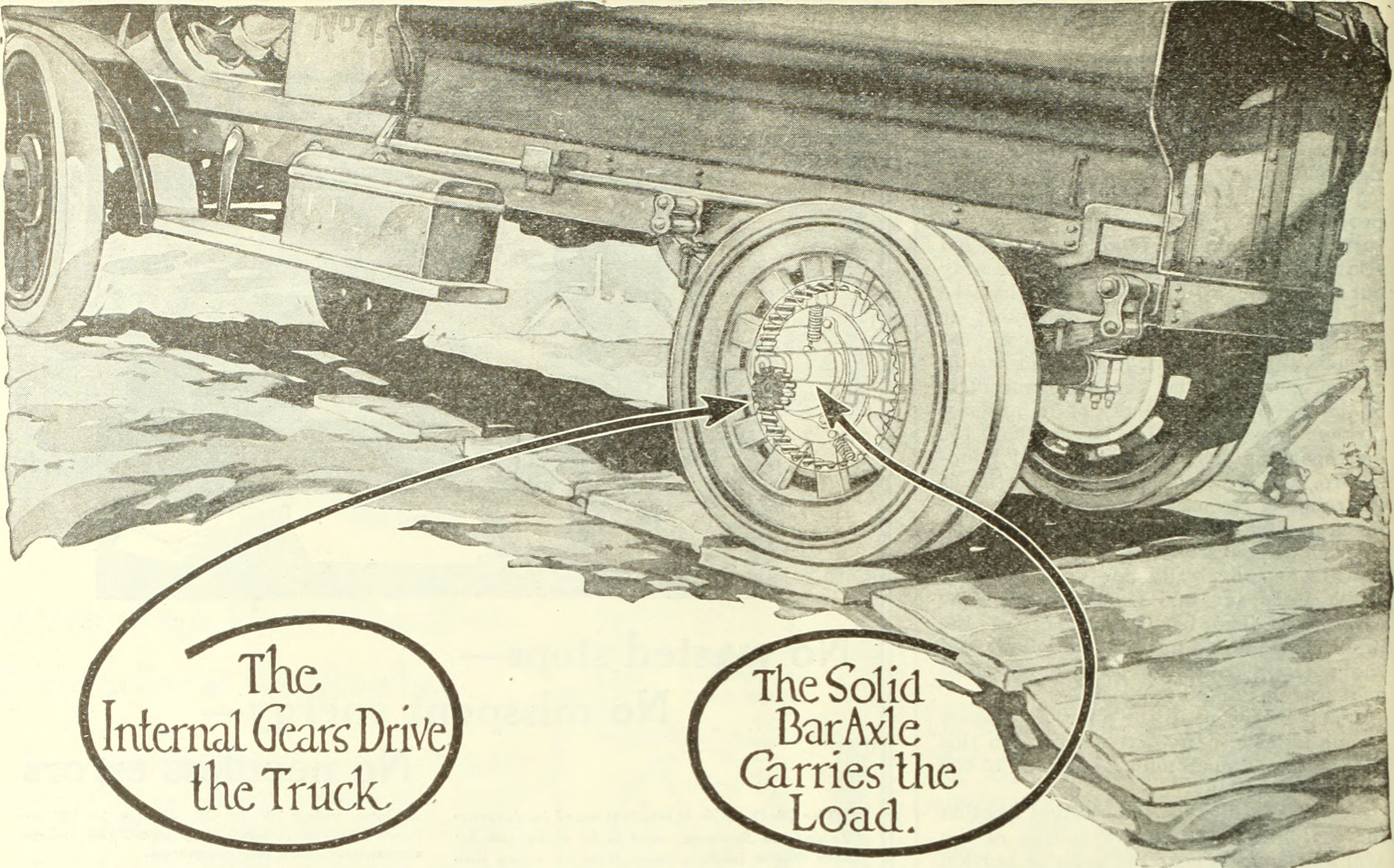
Russel drive, The Literary Digest, 29 de marzo de 1929

Los ejes Russel se utilizaron para independizar la transmisión de la función portadora de los palieres. En vehículos pesados es habitual el uso de palieres flotantes extraíbles que solo soportan en esfuerzo de tracción y no el peso del vehículo y su carga. El sistema Rusell se utilizó previamente su aparición y su concepción es similar a la de los ejes pórticos, aunque con una función distinta. En este caso hay dos ejes paralelos, un eje arrastrado o dead axle sobre el que gira el cubo de la rueda y que soporta el peso y un eje de tracción o live axle, cuyos semiejes transmiten el giro del cigüeñal a la corona montada en el cubo de la rueda, liberando al eje arrastrado de la función de transmisión.
Transmisión transversal DAF

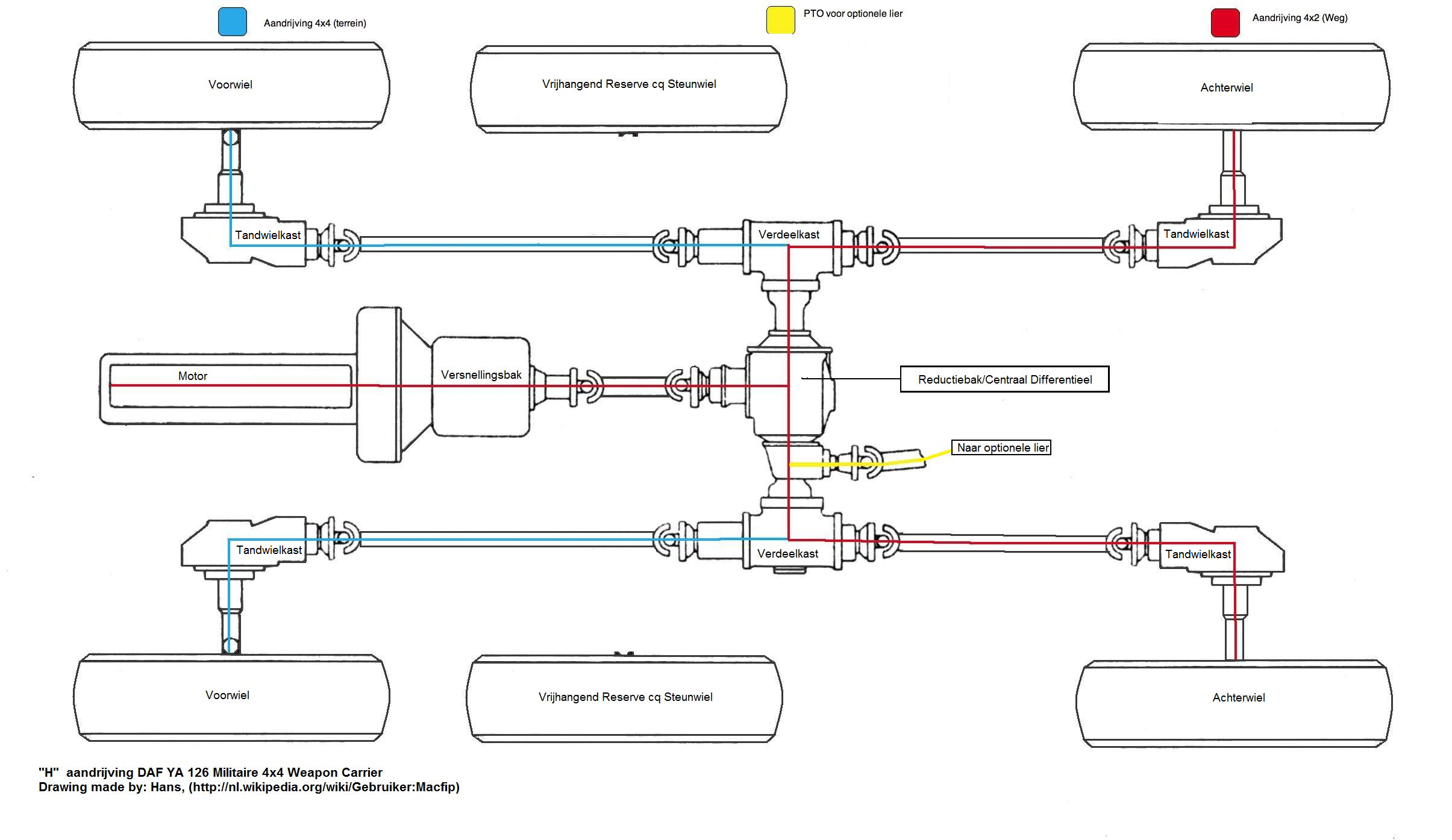
H drive train DAF YA 126

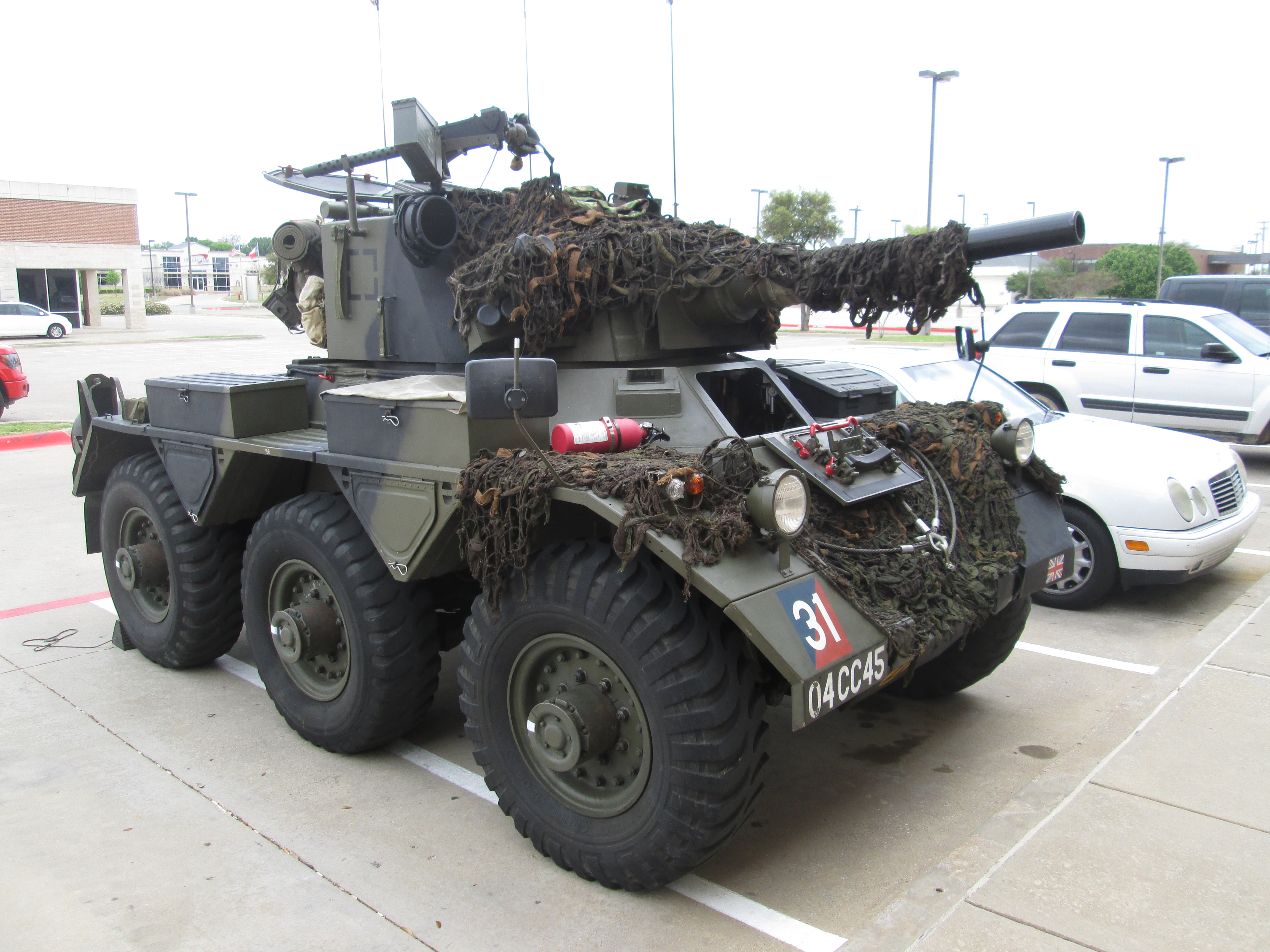
¨Marcas de tensado¨en los cubos de un Alvis Saladin británico

La transmisión H-Drive desarrollada por el grupo neerlandés DAF a partir del antiguo sistema "TRADO" (por TRAppen-DOrne, sus inventores) también monta una caja reductora en el cubo de cada rueda, aunque en este caso los semiejes son paralelos al árbol de transmisión (si lo hay) y no perpendiculares. Se denominan transversales porque la potencia se distribuye transversalmente a los lados derecho e izquierdo mediante un único diferencial central. Su propósito principal no es ganar altura libre, puesto que son utilizadas en vehículos en los que el propio diámetro de la rueda garantiza una altura libre suficiente. 
El sistema TRADO, desarrollado en origen como una conversión para camiones 2x1 a 3x2, se basaba en el uso de un eje rígido modificado acoplado al árbol de transmisión estándar. Como cualquier eje rígido contaba con un único diferencial del que partían dos semiejes, con la diferencia de que estos no se conectaban a las ruedas, sino a unas coronas engranadas mediante simples piñones a dos pequeños árboles de transmisión -balanceurs en holandés-, que transmitían la potencia a cada rueda del boogie mediante otro simple conjunto hipoide piñón-corona instalado en el cubo de la rueda y denominado "estación".
La transmisión H-drive derivada de la anterior se utiliza en vehículos militares 6x6 u 8x8. Puede utilizar estaciones equipadas con cajas reductoras de engranajes planetarios, pero tampoco utiliza diferenciales entre las ruedas. Su razón de ser es la total independencia de las estaciones de cada lado, de modo que solo hay una transmisión transversal -en general poco voluminosa puesto que diferecial y grupo final pueden ser más reducidos- junto con la transmisión a cada rueda que corre paralela al lateral del vehículo. De este modo se libera espacio, se reduce la masa no suspendida y se facilita el uso de suspensión independiente, generalmente mediante triángulos superpuestos con barras de torsión y amortiguador en cada estación.
Otra de sus características es el uso de diferencial autoblocante que permite que las ruedas de cada lado proporcionen tracción aun cuando las otras estén patinando.
Sin embargo estas transmisiones tienen el gran inconveniente de que todas las ruedas del mismo lado giran a la misma velocidad, por lo que cuando se utilizan en carretera, la diferente distancia recorrida en las curvas por las ruedas delanteras y traseras de un mismo lado, hace que las transmisiones se tensen -wind up- (es decir los árboles de transmisión se torsionan, forzando a los engranajes), para lo que es necesario que sean utilizados en terreno resbaladizo a fin de que esta tensión pueda ser liberada.
Esta tecnología no debe confundirse con la transmisión central y ejes oscilantes utilizada en vehículos militares 8x8 del antiguo bloque soviético y actualmente por el fabricante checo Tatra.